# Ahola (Järvenpää)
Pour les articles homonymes, voir Ahola.
Ahola est la maison de Juhani Aho et de son épouse Venny Soldan-Brofeldt. 
Elle est située à Järvenpää au nord du lac Tuusulanjärvi en Finlande.

## Présentation
Ahola signifie le lieu d'Aho.
Juhani Aho et Venny Soldan-Brofeldt emménagent dans la maison en 1897.
Ils y vivront jusqu'en 1911, période pendant laquelle Juhani Aho écrira, entre autres, son roman Juha et une partie de ses recueils Lastuja.
À l'origine Ahola a un seul niveau, mais plus tard, dans les années 1920, un étage a été ajouté. 
Ahola a été rénovée dans les années 1990 et au rez-de-chaussée du bâtiment se trouve une exposition sur l'œuvre de la vie de Juhani Aho et de Venny Soldan-Brofeldt.

## Communauté de Tuusulanjärvi
La communauté d'artistes de Tuusulanjärvi a commencé lorsque Juhani Aho et Venny Soldan-Brofeldt ont emménagé dans la villa Vårbacka sur les rives du lac Tuusulanjärvi en novembre 1897.
Construites plus tard, Ainola de Jean Sibelius et Suviranta (fi) d'Eero Järnefelt, sont situées à proximité d'Ahola.

## Accès
La gare d'Ainola est a environ 20 minutes à pieds.

## Galerie

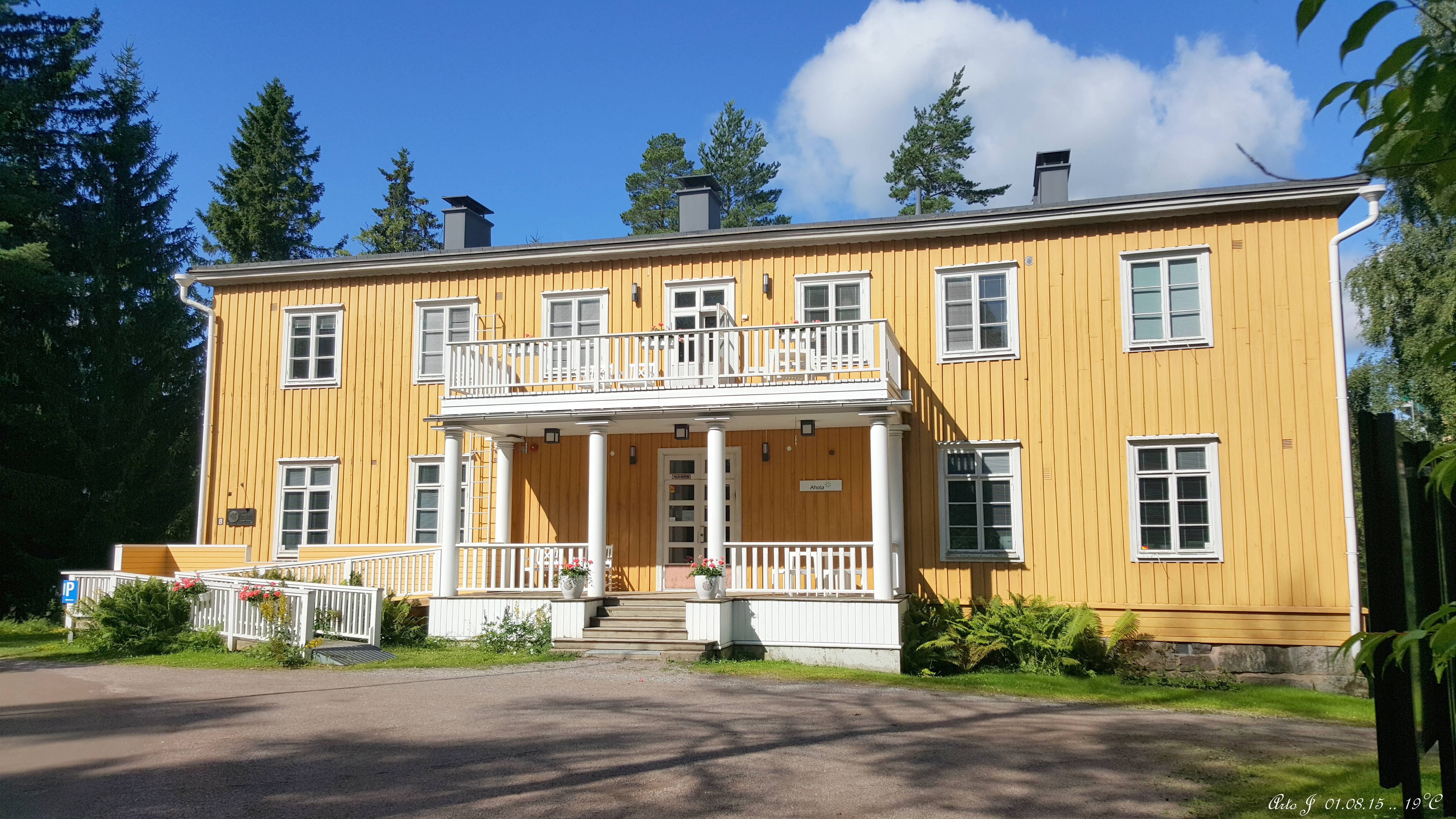
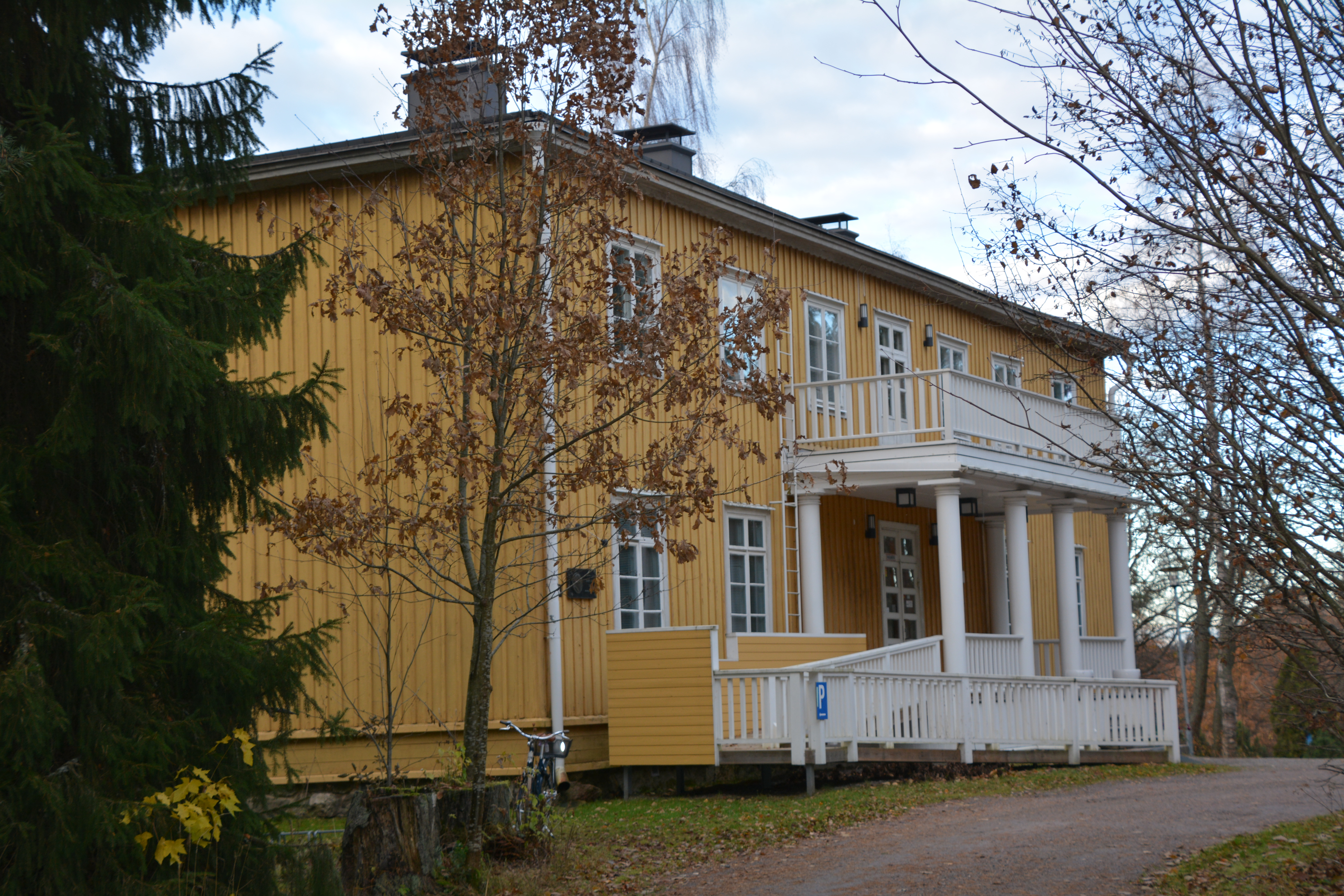